# Charles-Émile Reynaud
Charles-Émile Reynaud (Montreuil, 8 dicembre 1844 – Ivry-sur-Seine, 9 gennaio 1918) è stato un inventore, regista e insegnante francese. Fu inventore del prassinoscopio, del teatro ottico, fu un precursore del cinema d'animazione e un pioniere del cinema stereoscopico.

## Biografia

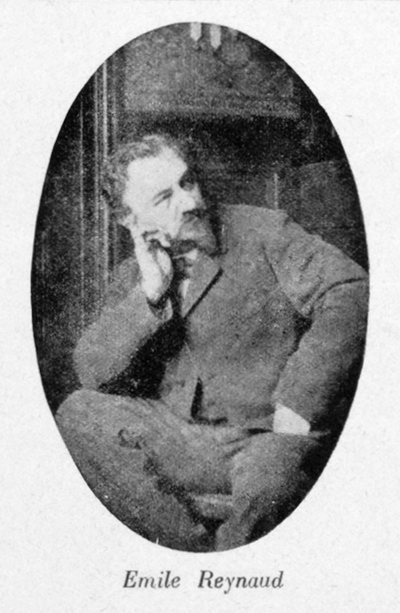
Charles-Émile Reynaud

Émile Reynaud ricevette una educazione impartita personalmente dai genitori; in particolare dalla madre, che
seguiva le teorie pedagogiche di Rousseau. Nella bottega di suo padre, Benoît-Claude-Brutus Reynaud, incisore di medaglie e orologiaio, apprese la meccanica di precisione. Da sua madre, Marie-Caroline Bellanger, acquerellista allieva di Pierre-Joseph Redouté, apprese la tecnica del disegno che gli sarebbe risultata utile in seguito. A tredici anni costruì prima un teatro d'ombre, poi un motore a vapore in miniatura.
Nel 1858 entrò come apprendista alla fondazione Adolphe Gaiffe di Parigi, dove si occupava della riparazione, montaggio e messa a punto di strumenti ottici e fisici. Poi lavorò presso il fotografo ritrattista Adam-Salomon, dove apprese la tecnica del ritocco fotografico, in seguito si trasferì a Parigi lavorando come fotografo.
Nel 1864 seguì i corsi pubblici di divulgazione scientifica tramite proiezioni luminose dell'abate Moigno, noto matematico: divenne il suo assistente ed apprese il mestiere di insegnante-conferenziere. Nello stesso periodo lavorò alle illustrazioni del Dizionario di scienze teoriche ed applicate, pubblicato nel 1870 dal professore e naturalista francese Adolphe Focillon.
Dopo la morte del padre nel 1865, Emile Reynaud si trasferì con la madre a Le Puy-en-Velay, nella casa di famiglia, e tra il 1873 e il 1877 si dedicò all'insegnamento della fisica e delle scienze naturali nelle locali Ecoles industrielles. Le sue conferenze scientifiche serali, aperte al pubblico, ottennero grande successo tra la popolazione di Puy, che aveva la possibilità, tra le altre cose, di vedere proiettata su un grande schermo con una lanterna magica la magia della cristallizzazione dei sali nell'acqua.

### Il prassinoscopio

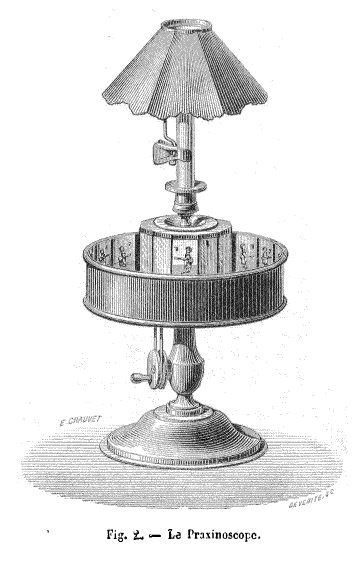
Il prassinoscopio

Dal 1832 furono inventati una serie di strumenti ottici, tra cui il fenachistoscopio e lo zootropio, che riuscivano a fornire una illusione ottica di movimento attraverso sequenze di immagini in rapida rotazione osservate attraverso una serie di fessure che fungevano da primitivi otturatori.
Reynaud si interessò a questo argomento attraverso riviste scientifiche dell'epoca quali La nature, e si propose di escogitare un metodo per evitare l'oscuramento delle immagini in movimento causato dalle fessure che lasciavano entrare poca luce. Riuscì a risolvere il problema nel 1876 sostituendo le fessure di uno zootropio con un prisma di specchi che riflettono le immagini, inserito al centro dell'apparecchio: in questo modo l'immagine in movimento risultava molto più luminosa, e poteva essere osservata facilmente da numerose persone. Nel dicembre 1877 brevettò l'apparecchio con il nome di prassinoscopio (praxinoscope, in francese). Lo strumento ebbe grande successo e Reynaud tornò a stabilirsi a Parigi, a rue Rodier 58 nel IX arrondissement, dove si dedicò al montaggio, alla commercializzazione e allo sviluppo del suo prassinoscopio, che ottenne anche una menzione speciale presso l'Esposizione Universale di Parigi nel 1878.
Il 21 ottobre 1879 a Parigi sposò Marguerite Rémiatte con cui ebbe in seguito due figli, Paolo (nato nel 1880) e André (1882). Lo stesso anno Reynaud perfezionò il prassinoscopio, inventando un nuovo apparecchio, il prassinoscopio teatro. In questo dispositivo, grazie ad un gioco di trasparenze tra vetri, le figure in movimento potevano sovrapporsi ad un fondale fisso. Il nuovo giocattolo ottico, però, poteva essere visto da una sola persona alla volta, non permettendo visioni collettive, cosa che Reynaud risolse nel 1880 attraverso il prassinoscopio da proiezione, dove i personaggi in movimento e il fondale fisso venivano proiettati su uno schermo grazie a una lanterna magica.

### Il teatro ottico

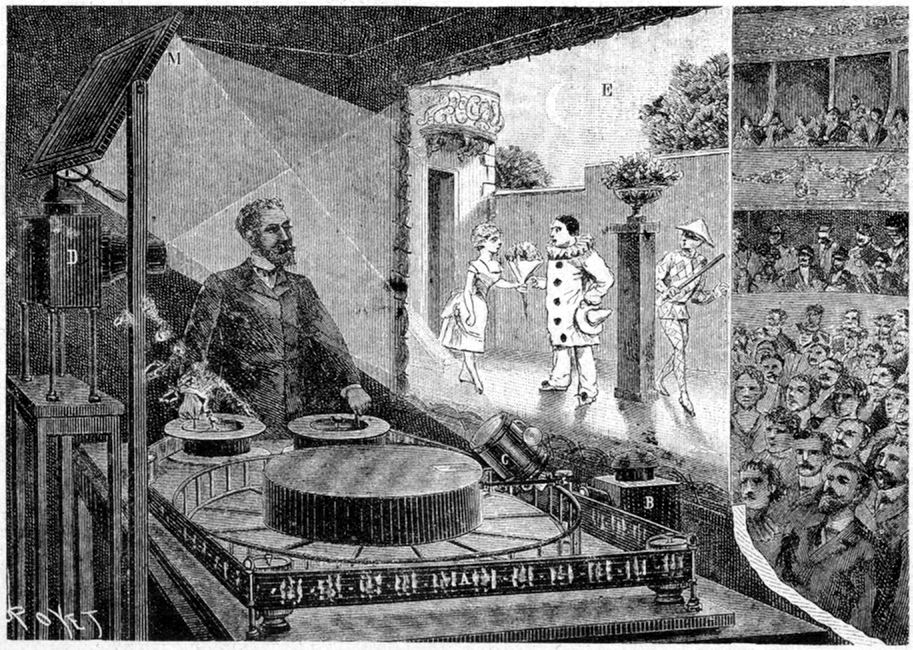
Émile Reynaud manovra il teatro ottico

Nel 1889, Emile Reynaud mise a punto il suo teatro ottico con il quale propose al pubblico del museo Grévin di Parigi, a partire dal 28 ottobre 1892, i suoi brevi disegni animati, che chiamò pantomime luminose e, in seguito, le sue fotopitture animate, sequenze di fotografie animate stampate su vetro.
Fino all'8 febbraio del 1900 oltre 500.000 persone assisteranno a queste proiezioni . Il teatro ottico si presentava come la naturale evoluzione del prassinoscopio a proiezione: una lunga serie di "fotogrammi", dipinti su vetro e uniti da due strisce di cuoio, avvolta in due grandi bobine, permetteva per la prima volta una animazione con inizio, svolgimento e conclusione, passando così dalla breve animazione ciclica al racconto compiuto.
Successivamente alla presentazione di Guillaume Tell, le proiezioni di pantomime luminose e fotopitture animate, le due forme di spettacolo venivano presentate assieme. L'ultima proiezione avvenne il 28 febbraio 1900.

### Il declino
L'arrivo del Cinématographe dei fratelli Lumière nel 1895, determinò la fine delle proiezioni al museo Grévin e il declino dell'impresa di fabbricazione di giocattoli ottici di Reynaud, tanto che lui, in preda ad una forte depressione, distrusse con un martello i delicati macchinari del suo teatro ottico, vendendone poi a peso i resti di rame e legno, e una notte di gennaio del 1900 gettò nella Senna quasi tutte le sue pantomime luminose e le sue fotopitture animate. Dalla distruzione si salvarono solamente Pauvre Pierrot, Autour d'une cabine e alcuni frammenti di altri filmati. Questi ultimi nastri sono stati restaurati e presentati in occasione del centenario del teatro ottico nel 1992.
Tuttavia ancora nel 1907 Émile Reynaud tentò nuovamente di innovare il suo prassinoscopio attualizzandolo in versione stereoscopica: lo stereo-cinema, costituito da una coppia di prassinoscopio posti in verticale e accoppiati a uno stereoscopio, permetteva di animare fotografie stereoscopiche rappresentandosi come precursore del cinema tridimensionale.
Vittima di una congestione polmonare, Reynaud entrò nell'ospizio per incurabili di Ivry-sur-Seine il 29 marzo 1917, dove rimane fino alla morte, avvenuta il 9 gennaio 1918. La sua salma è sepolta nel cimitero di Vaugirard a Parigi.

## Invenzioni

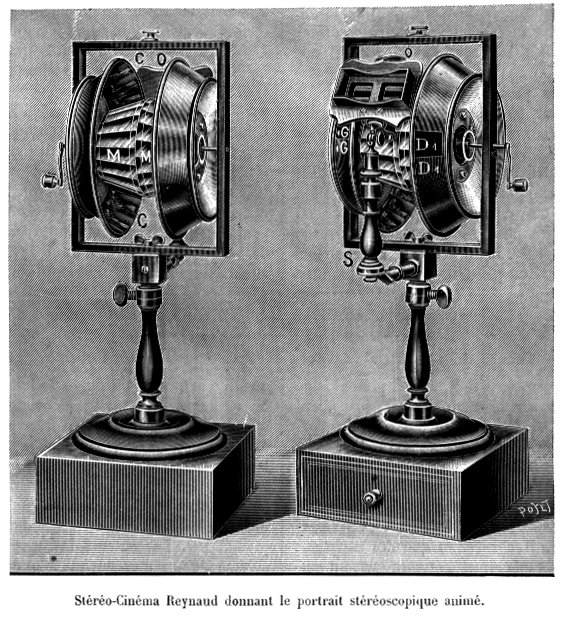
Lo stereo cinema di Émile Reynaud

- Prassinoscopio (praxinoscope, 1876): permette di visualizzare una animazione ciclica di dodici immagini attraverso un cilindro sfaccettato di specchi ruotante su di un asse.[2][4]
- Prassinoscopio giocattolo  (praxinoscope-jouet, 1877): è un piccolo prassinoscopio dove l'animazione ciclica - destinata ai bambini - è formata da otto disegni al posto degli usuali dodici.[2][5]
- Prassinoscopio-teatro (praxinoscope-théâtre, 1879): è un prassinoscopio dotato di uno schermo che permette ad uno spettatore singolo di visualizzare l'animazione ciclica sovrapposta ad una scena fissa.[2][6]
- Prassinoscopio da proiezione (praxinoscope à projection, 1880): permette di proiettare su di uno schermo una animazione ciclica sovrapposta ad una scena fissa, entrambe le immagini vengono proiettate da una lanterna magica a due focali.[2][7]
- Striscia di tela e pellicola dipinta: con perforazione centrale per il trascinamento, che si svolge da una bobina all'altra, anticipatrice della pellicola cinematografica.[2]
- Teatro ottico (théâtre optique, 1888): permette la proiezione su uno schermo di una animazione di lunghezza e durata variabile, all'interno di una scena fissa, attraverso l'uso di una lanterna magica.[2][8]
- Foto-scenografo (photo-scénographe, 1895): apparecchio per ripresa di fotografie in sequenza con il quale Reynaud realizza le fotopitture animate.[2][9]
- Stereo-cinema (stéréo-cinéma, 1907): permette di animare le fotografie stereoscopiche, precursore del cinema tridimensionale.[2][3]

## Filmografia

### Pantomime luminose
Charles-Émile Reynaud ha realizzato complessivamente cinque pantomime luminose.
- Un bon bock (1888)
- Le clown et ses chiens (1890)
- Pauvre Pierrot (1891)
- Autour d'une cabine (1893)
- Un rêve au coin du feu (1894)

### Fotopitture animate
Charles-Émile Reynaud ha realizzato complessivamente tre fotopitture animate.
- Guillaume Tell (1896)
- Le premier cigare (1897)
- Les clowns Price (1898)